# Roland Romell
Tord Roland Romell, född 7 augusti 1909 i Maria Magdalena församling, Stockholms stad, död 1 april 1967 i Råsunda församling, Stockholms län, var en svensk författare. Utöver sin författargärning var Romell verksam som produktions- och försäljningschef inom den grafiska branschen. Han skapade sällskapsspelet Bondespelet och har skrivit text till ett flertal serieberättelser med Musse Pigg. Romell är begravd på Skogskyrkogården i Stockholm.